# 中村寅太
中村 寅太（なかむら とらた、1902年8月3日 – 1978年2月14日）は、日本の政治家。
運輸大臣、国家公安委員会委員長、行政管理庁長官を歴任。

## 来歴・人物
現在の福岡県糸島市志摩の農家に生まれる。農業の傍ら、中野正剛の門下生となり、同志を集めて「糸島又新会」を結成、普選運動に挺身する。1933年糸島農学校を卒業後、福岡県産業組合（現在の農協の前身）に入り、1938年主事となる。1942年県農業会主事。終戦後農業会を辞職し、「農民青年連盟」を結成、書記長となる。
1947年第23回衆議院議員総選挙に同連盟から旧福岡1区にて立候補し、45,889票を集めて2位当選する（当選同期に田中角栄・鈴木善幸・中曽根康弘など）。当時は新聞紙上で「大番狂わせ」などと騒がれた。以後当選10回。
1949年農民協同党の結成に参加し、書記長となる。1952年には改進党に合流し党副幹事長。保守合同後は三木武夫派に所属し、法務政務次官、衆院懲罰委員長等を経て、1965年第1次佐藤第1次改造内閣にて運輸大臣として初入閣、新東京国際空港（現・成田国際空港）の建設予定地の決定に携わる（→成田空港問題）。1971年には第3次佐藤改造内閣で行政管理庁長官兼国家公安委員会委員長として再入閣する。
1972年の自民党総裁選においては福田赳夫を支持し、早川崇・菅野和太郎らとともに三木派を離脱した。1976年政界引退。1972年勲一等旭日大綬章受章。1978年2月14日死去。享年75。

## エピソード
- 運輸大臣着任早々の1965年6月16日、中村は新東京国際空港候補地を空から視察した[1]。新空港建設問題において富里と霞ヶ浦を再度にわたり視察し、反対派農民とも話し合った大臣は中村のみであり、友納武人千葉県知事からは「誠実の人だった」と評価されている[1]。「ボクの代で新空港問題は解決したい。あとの人に迷惑を掛けたくない」[2]と語った中村は建設地の閣議決定まで漕ぎつけたが、結果として急転直下の決定は大規模な反対運動を招き、空港問題は長年の懸案として歴代政権に持ち越された。
- 運輸大臣在任中の1966年（昭和41年）2月及び3月に立て続けに起こった全日空羽田沖墜落事故とカナダ太平洋航空402便着陸失敗事故、英国海外航空機空中分解事故では、穴守稲荷神社の旧「一の鳥居」が羽田空港に遺され放置されていることを取り上げ、その祟りであるかのような噂が流布した[3]。そのような中、品川区にある伏見稲荷大社講社の講元が「穴守稲荷神社を空港の中に祀らないと、事故がこれからも多発する」と世間に訴え、神社の復興を自民党の稲村左近四郎に陳情、稲村の仲介によって講元と面会した中村は「祟りはともかく、神社復興は必要だ。」と、原田憲副幹事長（当時）、村上勇元建設大臣、徳安実蔵元郵政大臣らと「穴守稲荷復元奉賛会」を設立、資金200万円を集めて三愛石油羽田本館ビル屋上に穴守稲荷神社を分霊した一祠を設けた[4]。
- 1971年、第3次佐藤内閣の改造で再入閣するが、当時の佐藤栄作首相は内閣改造で三木派冷遇の人事を行う。また、中村が三木派の中で親佐藤・親福田だったことから、佐藤は福田赳夫に「この中で君が（三木派の中で）親しいのは誰かね」と言うと「中村寅太さんでしょう」と返事が返り、三木派から一本釣りで中村が行管庁長官・国家公安委員会に起用された。
- 国家公安委員長在任中にあさま山荘事件が発生し、警察庁長官の後藤田正晴のバックアップを行った。記者会見で2人の警官が殉職していることを告げ、涙を流した[5]。一方、「銃器を使うと人質に当たるといけないというなら短刀をもっていって（犯人を）グサッとやってしまえ」と強硬論を主張していたという[6]。
- 1976年、新自由クラブ結成が報じられた時、中村は政治評論家の浅川博忠と歓談していたが、報道を耳にするやいなや「苦労知らずでわがままな世襲のお坊ちゃまたちではいずれケンカ別れしてしまうさ。もってせいぜい2〜3年で分党か解党だろう。長続きするものではないさ」と、即座に予言した[7]。